# Ignaz Sowinski
Ignaz Stanislaus Sowinski (auch Sowinsky; * 30. August 1858 in Krakau; † 20. Juli 1917 ebenda) war ein österreichischer Architekt des späten Historismus.

## Leben
Ignaz Sowinski wurde als Sohn eines Kaffeehausbesitzers im österreichischen Kronland Galizien geboren. Von 1876 bis 1881 studierte er an der Technischen Hochschule Wien bei Heinrich von Ferstel und Karl König und war anschließend als freier Architekt tätig. Ignaz Sowinski war verheiratet und starb kinderlos.

## Werk

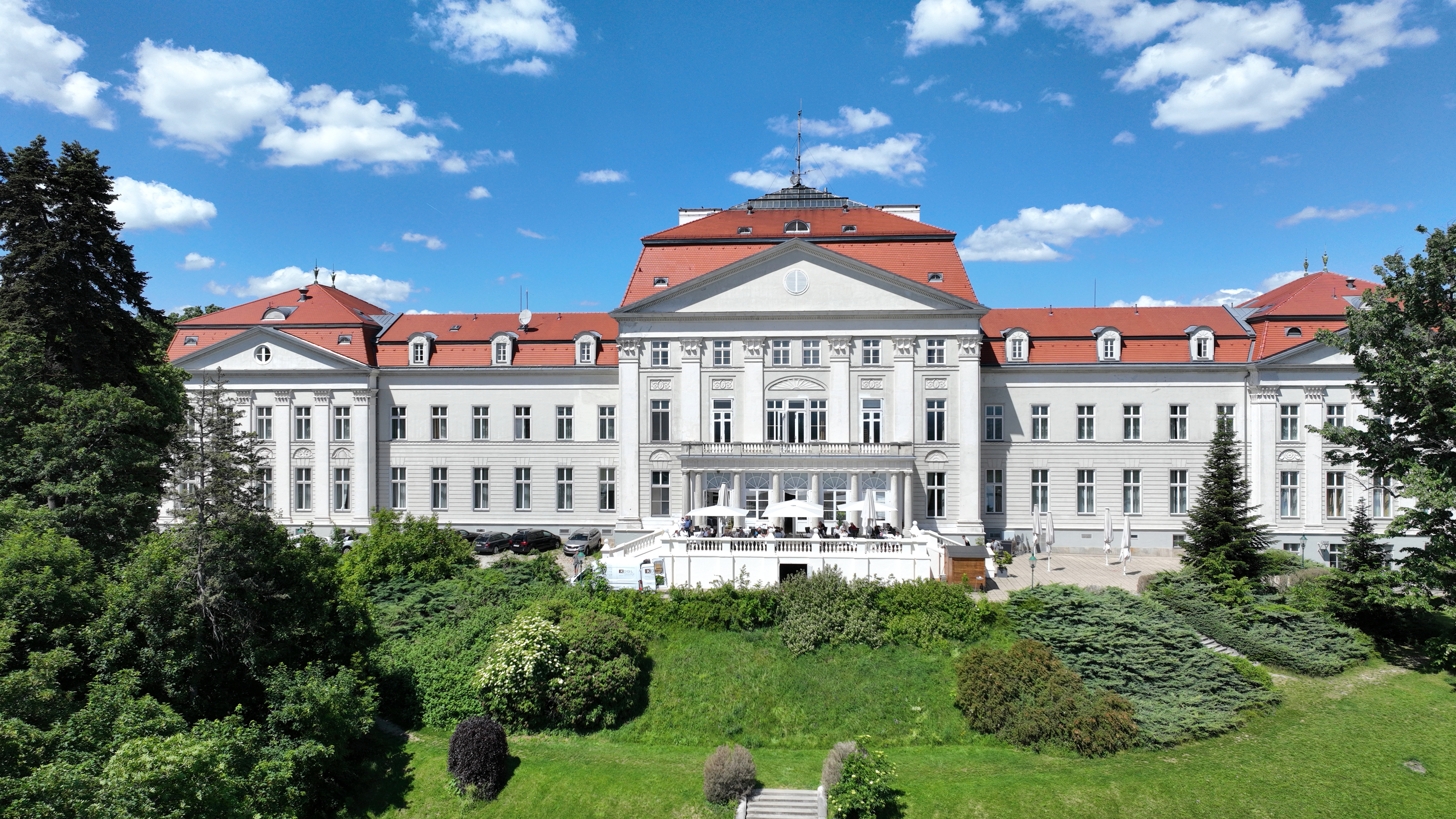
Schloss Wilhelminenberg

Der römisch-katholische Architekt erhielt 1887 den Auftrag zum Umbau der Reformierten Stadtkirche in Wien. Das ursprünglich klassizistische Gebäude des Architekten Gottlieb Nigelli erhielt von Sowinski eine neobarocke Fassade, einen Kirchturm sowie straßenseitige Eingänge. Gemeinsam mit Eduard Frauenfeld war Sowinsky für den von 1903 bis 1908 erfolgten Neubau des Schlosses Wilhelminenberg in Ottakring verantwortlich. Das Bauwerk lehnt sich am historischen Baustil des Empire an. 1914 wurde Sowinski zum Leiter der Restaurierungsarbeiten an der ehemaligen polnischen Königsresidenz Wawel in Krakau bestellt. Der vielbeschäftigte Architekt errichtete zudem mehrere Mietshäuser in Wien und war auch publizistisch tätig.